# Worin
Worin ist ein Ort im Landkreis Märkisch-Oderland in Brandenburg und gehört seit dem 26. Oktober 2003 zur Gemeinde Vierlinden. Zusammengeschlossen mit vier weiteren Gemeinden, werden die Amtsgeschäfte durch das Amt Seelow-Land getätigt.

## Geschichte

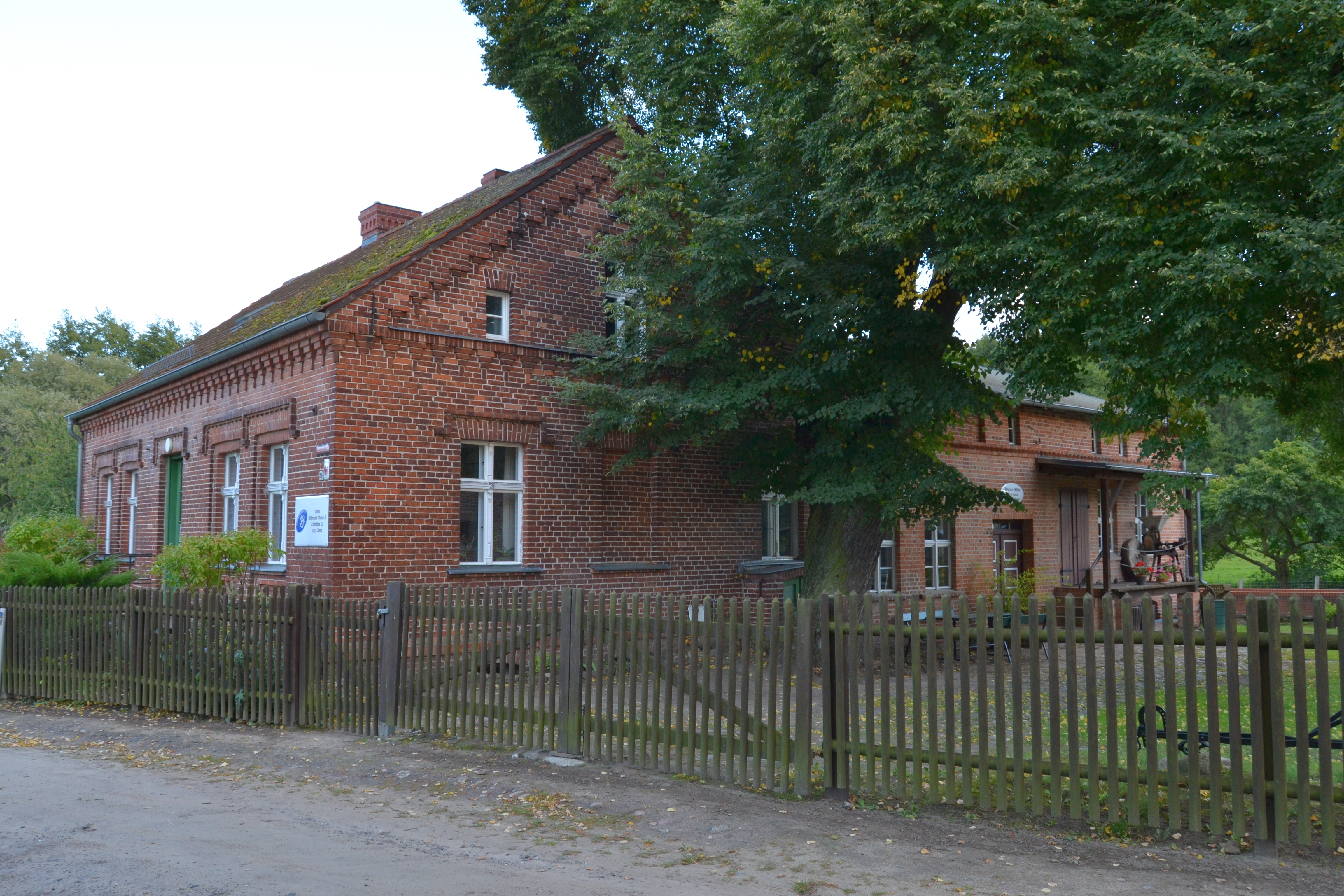
Wassermühle Worin.

Im Jahr 1253 gibt es die erste urkundliche Erwähnung Curiam Waryne. Worin stammt vom altslawischen Waryne ab. Bis 1398 gehörte der Ort Worin dem Augustinerorden. Spätere Besitzer waren unter anderem die Familien von Beerfelde und Familie von Hohendorff. 1805 kaufte der Amtmann des Amtes Biegen Wilhelm Karbe das Rittergut Worin für 40.000 Taler. Bis zum Jahr 1945 war Worin im Besitz der Familie von Gerloff. Das Gemüsehändlerpaar Paula und Arthur Schmidt holte 1943 die sieben Kinder der ungarisch-deutschen Familie Weber aus Berlin in ihr Haus, als diese als sogenannte Halbjuden gefährdet waren, 2018 wurden sie postum als Gerechte unter den Völkern geehrt.
Schon im Jahre 1952 wurde hier die erste Landwirtschaftliche Produktionsgenossenschaft (LPG) in der DDR gegründet. 29 Neubauern wurden zur LPG Thomas Müntzer zusammengeschlossen. 1961 wurden Alt-Rosenthal und Görlsdorf als Ortsteile mit Worin vereinigt. 1972 wurde die Polytechnische Oberschule POS Thomas Müntzer Worin eingeweiht.
Am 1. Januar 1962 wurden die Orte Alt Rosenthal und Görlsdorf eingemeindet.
Die Gemeinde Vierlinden entstand am 26. Oktober 2003 aus dem freiwilligen Zusammenschluss der bis dahin selbständigen Gemeinden Diedersdorf, Friedersdorf, Marxdorf und Worin. Ortsvorsteher von Worin ist seit 2019 Robert Hahn.

### Einwohnerentwicklung
| Jahr          | 1875 | 1890 | 1910 | 1925 | 1933 | 1946 | 1993 | 2000 | 2006 |
| Einwohnerzahl | 174  | 193  | 178  | 164  | 133  | 284  | 752  | 694  | 344  |

## Politik

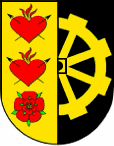
Woriner Wappen

### Wappen
Der Ortsteil Worin führt das Wappen und die Flagge der ehemaligen Gemeinde Worin als Ortsteilsymbol weiter.
Blasonierung: „Von Gold und Schwarz gespalten, vorne pfahlweise zwei flammende, von je zwei schwarzen Pfeilen schrägkreuzweise durchbohrte rote Herzen und eine rote Rose mit goldenen Butzen, hinten ein halbes goldenes Mühlrad am Spalt.“

### Ortsteilflagge
Die Flagge besteht – bei Aufhängung an einem Querholz – aus zwei Längsstreifen in den Farben Schwarz – Gelb mit dem auf der Nahtstelle aufgelegten Wappen.

## Kultur und Sehenswürdigkeiten

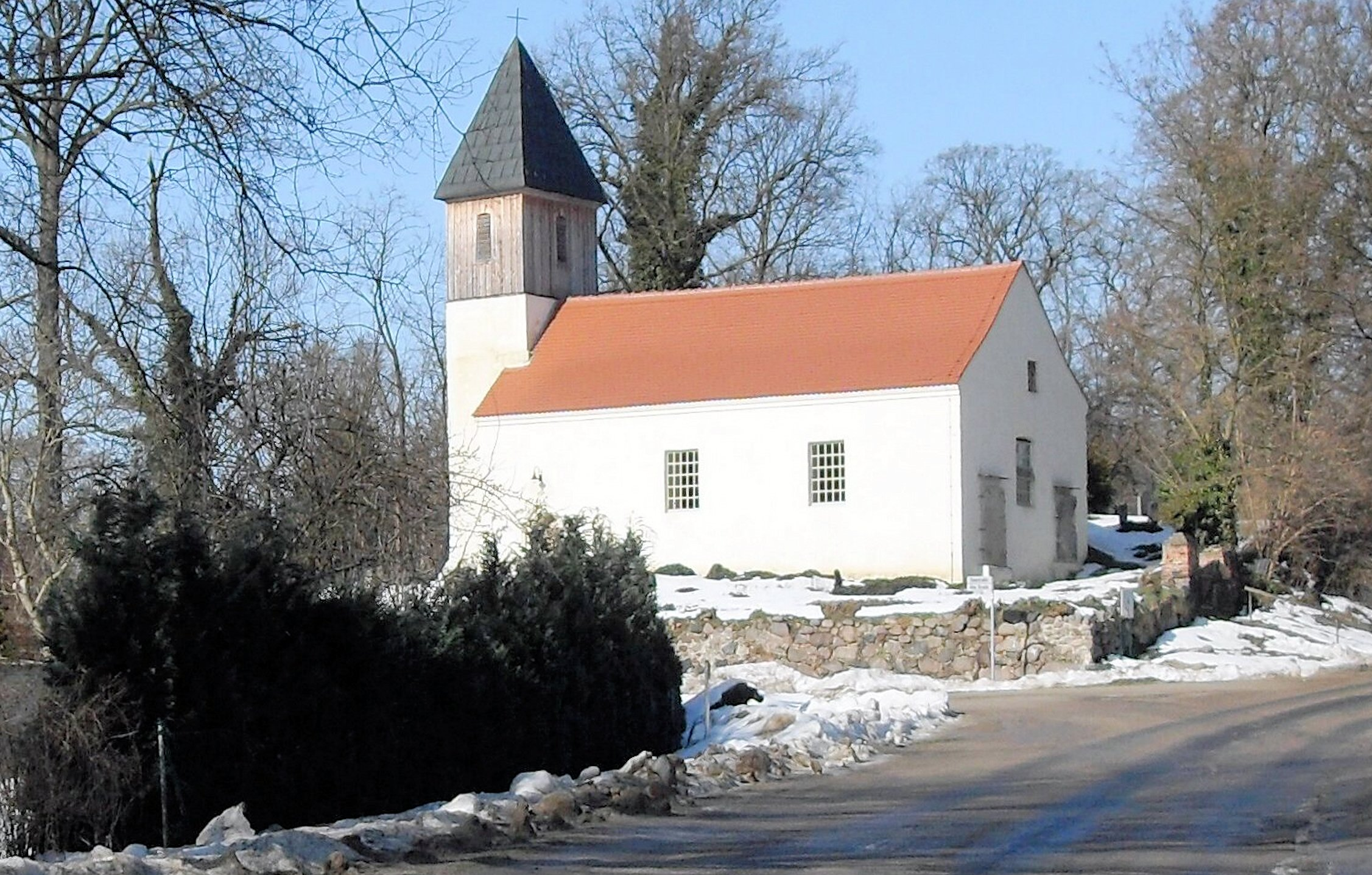
Woriner Kirche

In der Liste der Baudenkmale in Vierlinden stehen die in der Denkmalliste des Landes Brandenburg eingetragenen Baudenkmale des Ortes Worin. Dazu gehören:
- die Dorfkirche Worin, eine Feldsteinkirche aus dem 15. Jahrhundert. Im Innenraum steht unter anderem ein Kanzelaltar aus der Mitte des 19. Jahrhunderts, der im Dehio-Handbuch als „schlicht“ bezeichnet wird.
- das Gutshaus, ein eingeschossiger Putzbau mit neun Achsen und Krüppelwalmdach aus dem 18. Jahrhundert
- die Wassermühle Worin, ein dreigeschossiges Mühlengebäude, das 1398 erstmals erwähnt wurde. Es dient im 21. Jahrhundert als Museum.

## Persönlichkeiten
- Hans-Georg Leyser (1896–1980), in Worin geborener Offizier, Generalmajor